# White County, Indiana
White County är ett administrativt område i delstaten Indiana, USA, med 24 643 invånare. Den administrativa huvudorten (county seat) är Monticello. 

## Geografi
Enligt United States Census Bureau har countyt en total area på 1 318 km². 1 309 km² av den arean är land och 9 km² är vatten. 

### Angränsande countyn
- Pulaski County - norr
- Cass County - öst
- Carroll County - sydost
- Tippecanoe County - söder
- Benton County - väst
- Jasper County - nordväst